# Uws Nuur

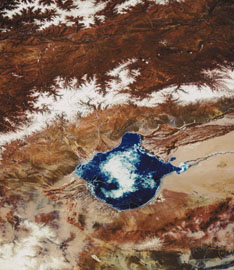
Satellitenbild

Der Uws Nuur (mongolisch Увс Нуур; tuwinisch Успа-Холь, Uspa-Chol; russisch Убсу-Нур, Ubsu-Nur-See) ist mit einer Fläche von etwa 3350 km² der größte See der Mongolei. Kleine Teile des Salzsees gehören zur autonomen Republik Tuwa (Russland).
Im Jahr 2003 wurde das Biosphärenreservat Uws-Nuur-Becken in die UNESCO-Weltnaturerbe-Liste aufgenommen.

## Name
Der Name Uws Nuur ist abgeleitet von subsen, einem mongolischen Wort für den bitteren Bodensatz, der beim Herstellen von Kumys entsteht, und nuur, dem mongolischen Wort für See. Er spielt auf das bittere, untrinkbare Wasser des Sees an.

## Geographische Lage
Der Uws Nuur ist Bestandteil des Beckens der Großen Seen im Nordwesten der Mongolei. Er liegt auf 753 m Höhe. Bedeutendster Zufluss des Sees ist der Tes (Tesiin Gol) von Nordosten. Kleinflächige Teile der Uferregion und eine kleine Fläche des nordöstlichen Seeteils gehören zur autonomen Republik Tuwa (Russland). Die größte in der Nähe des Sees befindliche Stadt ist Ulaangom im Südwesten.

## Natur und Klima
Das Uws-Nuur-Becken umfasst mehrere verschiedene Ökosysteme, so z. B. die Schneefelder im Turgen-Gebirge, die Seen- und Steppengebiete sowie die Wüste von Altan Els. Es stellt die Grenze zwischen Sibirien und Zentralasien dar. Die Temperaturen schwanken zwischen −58 °C im Winter und 47 °C im Sommer.

## Fauna
Trotz der rauen klimatischen Rahmenbedingungen sind im Uws-Nuur-Becken 173 Vogelarten und 41 Säugetierarten heimisch. Der See bildet den Lebensraum für viele Wasservögel. In den umliegenden Wüsten- und Bergregionen leben seltene Tierarten wie die Mongolische Wüstenrennmaus, der Schneeleopard, das Wildschaf (Argali) und der Sibirische Steinbock.